# اوژن کولون (بازیکن واترپلو)
اوژن کولون (فرانسوی: Eugène Coulon‎؛ ۱۸۷۸ – نامشخص) بازیکن واترپلو اهل فرانسه بود.
وی به‌همراه تیم ملی واترپلو مردان فرانسه به مدال برنز بازی‌های المپیک تابستانی ۱۹۰۰ رسیده است.